# Friends (песня Бетт Мидлер)
«Friends» (с англ. — «Друзья»; также известна как «(You Got to Have) Friends») — песня, записанная американской певицей Бетт Мидлер для её дебютного студийного альбома The Divine Miss M в 1973 году.

## Создание и запись
Первоначально песню «Friends» стал исполнять её автор, Баззи Лингхарт. Эта версия имела больше роковое звучание и имела название «(You Got to Have) Friends». Бетт Мидлер, бывшая тогда близкой подругой певца, впервые услышала эту песню  авторском исполнении на прослушивании мюзикла «Зеркало треснуло» и  спросила разрешения исполнять эту песню на своих выступлениях в саунах «Continental Baths» в Нью-Йорке. Баззи Лингхарт и соавтор песни Марк Клингман посетили одно из шоу и были впечатлены исполнением песни Мидлер. Позднее певица записала студийную версию, вернее две разных версии, обе из которых были включены в её дебютный студийный альбом The Divine Miss M.

## Версии
- «Friends» (session 1) — 2:50 (The Divine Miss M)
- «Friends» (session 2) — 2:54 (The Divine Miss M)
- «Friends / Oh My My» (Live) — 4:15 (Live at Last)

## Позиции в хит-парадах
| Хит-парад (1973)                   | Высшая позиция |
| ---------------------------------- | -------------- |
| Канада (RPM Top Singles)           | 57             |
| Канада (RPM Adult Contemporary)    | 17             |
| США (Billboard Hot 100)            | 40             |
| США (Billboard Adult Contemporary) | 9              |
| США (Cash Box Top 100)             | 40             |

## Использование в медиа
Песню можно услышать в финальных титрах к мистическому фильму 1973 года «Последний круиз на яхте „Шейла“». В 1974 году песню исполнил каст развивающего шоу «ZOOM» в одном из выпусков. В 115-м выпуске «Маппет-шоу» маппеты исполняют эту песню вместе с приглашённой гостей, актрисой Кэндис Берген. В 2001 году вышел анимационный фильм «Шрек», в котором Осёл, озвученный Эдди Мерфи, напевает эту песню.